# Georg Westling
Georg Gustaf Westling (Hèlsinki, 26 d'agost de 1879 - Hèlsinki, 14 de novembre de 1930) va ser un regatista finlandès que va competir a començaments del segle xx.
El 1912 va prendre part en els Jocs Olímpics d'Estocolm, on va guanyar la medalla de bronze en la categoria de 8 metres del programa de vela. Westling navegà a bord del Lucky Girl junt a Arthur Ahnger, Emil Lindh, Gunnar Tallberg i Bertil Tallberg.